# Raoul Nordling
Raoul Nordling (Parigi, 11 novembre 1882 – Parigi, 1º ottobre 1962) è stato un diplomatico svedese, noto per la sua attività di mediazione durante la liberazione di Parigi.

## Biografia
Raoul Nordling nacque a Parigi l'11 novembre 1882, dove il padre si era trasferito nel 1870; divenne vice console a Parigi nel 1905, all'età di 24 anni, e successivamente console nel 1917 e console generale nel 1926, svolgendo un ruolo importante durante l'occupazione tedesca della Francia durante la seconda guerra mondiale. In qualità di rappresentante della Croce Rossa, questa poté avere accesso ai prigionieri di guerra e, grazie alla sua opera di mediazione con il generale Dietrich von Choltitz, a cui Adolf Hitler, a seguito dell'avanzata degli Alleati in Normandia e verso la capitale, aveva conferito, il 7 agosto 1944, la nomina di comandante militare della cosiddetta gross Paris, la città poté essere salvata dalla distruzione, con uno spargimento di sangue limitato.
Dopo la fine del conflitto proseguì nella sua attività diplomatica a Parigi, dove gli venne concessa la cittadinanza onoraria, e, per i servigi resi durante i giorni della liberazione gli furono conferite la croix de guerre nel 1949 e la legion d'onore nel 1962. Morì nella capitale francese il 1º ottobre 1962.

## L'attività diplomatica durante la seconda guerra mondiale
Nel mese di maggio del 1944, prima che avesse luogo lo sbarco in Normandia, Nordling si recò a Stoccolma per incontrare il Re Gustavo V di Svezia, allo scopo di esaminare un piano di mediazione tra le forze belligeranti, progettato dai paesi neutrali, cercando inutilmente di convincere il maresciallo Philippe Pétain ad aprire trattative di pace con Hitler e, durante gli ultimi giorni della battaglia di Normandia, con l'approssimarsi delle truppe Alleate alla capitale francese, la popolazione di Parigi, in quel momento occupata da 20.000 soldati tedeschi, iniziò a ribellarsi e gli ufficiali di collegamento Alleato non poterono opporsi.
Nordling avviò trattative con il generale von Choltitz, comandante della piazza, allo scopo di negoziare una tregua che, il 20 agosto 1944, venne inizialmente accettata ma infranta il giorno successivo dalle SS, le quali aprirono il fuoco sui civili facendo riprendere i combattimenti che, da quel momento, cessarono solo dopo la liberazione della città, avvenuta il 25 agosto, con l'ingresso nella capitale della 2ª divisione corazzata francese, comandata dal generale Philippe Leclerc de Hauteclocque, alla quale venne consentito, a seguito di accordi intercorsi tra il comando alleato ed il generale Charles de Gaulle, comandante delle forze della Francia libera, di entrare per prima, sfilando in parata il giorno successivo.

## Nella cultura di massa
La sua figura è ricordata nel film Parigi brucia? (1966), diretto da René Clément, con l'interpretazione di Orson Welles; alla sua attività di mediazione, che fu decisiva per impedire la distruzione della capitale francese da parte dei nazisti, è dedicato il film Diplomacy - Una notte per salvare Parigi (2014), diretto da Volker Schlöndorff, con l'interpretazione di André Dussollier.